# Prapor Zośka
Batalion Zośka (česky Prapor Žofka) byl „harcerský“ prapor polské povstalecké Zemské armády, který vznikl v srpnu 1943 transformací již existujícího útvaru Útočných skupin Šedých řad. Prapor byl elitní jednotkou varšavského povstání a jeho rota „Rudy“ byla velením označena za nejlepší rotu povstalců.
Jednotku světově proslavil zejména útok na opevněný Koncentrační tábor Gęsiówka, který provedla na vlastní žádost 5. srpna 1944 poté, co byly dva předchozí útoky jiných jednotek s těžkými ztrátami odraženy a velení se rozhodlo od dalších útoků ustoupit. Osvobodila 383 vězňů, z toho 348 Židů.
Prapor obdržel stříbrný kříž Virtuti Militari a zvláštní poděkování od památníku Jad Vašem.

## Historie
Většinu příslušníků praporu tvořili harceři z Útočných skupin, kteří prodělali kadetské kurzy. Jakožto prapor byla jednotka oficiálně založena v srpnu 1943, nicméně její historie jako ucelené skupiny v rámci varšavských Útočných skupin Šedých řad sahá dál, až k roku 1942. Takto šířeji pojatá historie připisuje praporu účast na akcích Arzenál a Pás a zařazuje do jeho řad legendy harcerského protinacistického odboje, jako byly Tadeusz Zawadzki („Zośka“), Jan Bytnar („Rudy“) a Maciej Aleksy Dawidowski („Alek“). Podle prvního byl pojmenován prapor, podle druhého rota a podle třetího četa.
V dobách „předpraporové historie“ jednotky byla součástí stejné části Útočných skupin i zvláštní jednotka Agat, která však z něj byla na přelomu července a srpna vydělena a stala se základem pro další harcerský útvar, prapor zvláštního určení Parasol. Prapor Zośka hrál po svém vzniku klíčovou roli v sabotážních akcích Zemské armády, zejména akcích proti železnici. Krátce před zahájením varšavského povstání byl doplněn na stav, čítající 366 osob rozdělených do rot „Maciek“, „Rudy“ a „Giewont“.
Prapor Zośka byl s celou elitní diverzní brigádou Broda 53, jejíž byl hlavní součástí, při zahájení varšavského povstání zařazen do skupiny Radosław, která byla součástí jednotek Kedywu. Velení povstalců jej používalo jako elitní jednotku nasazovanou k plnění úkolů mimořádného stupně důležitosti, útokům na pozice, jejichž dobytí se ukázalo nad síly běžných jednotek, či na řešení krizových situací, kdy bylo nutné vyztužit obranu klíčového místa, dobýt zpět ztracené klíčové pozice či otevřít uzavřené ústupové a spojovací cesty.
Prapor bojoval postupně v oblastech Wola, Stare Miasto a Śródmieście. Vydržel až do všeobecné kapitulace povstalců, v průběhu bojů utrpěl téměř 80% ztráty a v posledních fázích bitvy byl sloučen s podobně zdecimovaným Parasolem. Oba prapory byly vyznamenány stříbrným křížem Virtuti Militari.

## Slavné akce
Varšavské povstání
- 2. srpna - ukořistění a zprovoznění dvou tanků typu Panther[1] K zajištění jejich provozu byla provizorně zřízena tanková četa „Wacek“ (pojmenována byla podle přezdívky svého velitele, Wacława Micuty). 11. srpna, po vypotřebování veškeré munice, byly na ústupu zničeny.[2]
- 5. srpna - útok na dobře opevněnou věznici Gęsiówka, která sloužila jako koncentrační tábor, osvobozeno 383 vězňů, z toho 348 Židů. Důstojníci praporu si opakovanými žádostmi u velitele skupiny vymohli povolení riskantní operace[3] k záchraně židovských vězňů poté, co dva předchozí útoky jiných jednotek selhaly a velení se rozhodlo odložit dobytí věznice na „pozdější dobu“ (což fakticky znamenalo jeho odvolání a odsouzení vězňů k jisté smrti). Povolení bylo uděleno s výhradami, že je pouze jeden pokus, použít je možno pouze jeden tank a zúčastní se ho výhradně dobrovolníci.[4] 
Čety „Felek“ a „Alek“ podporované jedním Pantherem tankové čety „Wacek“ provedly celou akci dokonalým způsobem. Nečekaným úderem zaskočily a v krátkém zuřivém boji smetly obránce, kteří vůbec nedostali příležitost zasáhnout proti vězňům. Všichni vězni tak vyvázli živí a zdraví.[5] Při útoku padl Juliusz Rubini („Piotr“), vážně zraněn byl Jerzy Zastawny („Pręgus“), lehce pak další tři útočníci.[6][7] Při pokusu dostat se skrze ostřelovaný prostor k raněnému utrpěla smrtelná zranění velitelka ženské čety, ošetřovatelka Zofia Krassowska („Duża Zosia“; zemřela 6. srpna).[8] Jad Vašem ocenil mimořádnou statečnost a humanismus, které jednotka svým činem prokázala, dvěma zvláštními děkovnými dopisy.[9]

- Rota Rudy byla jedinou jednotkou z řad staroměstské zálohy, která se dokázala probít přes Ogród Saski do Śródmieścia, později ji vedení Zemské armády oficiálně označilo za nejlepší rotu celého povstání.

## Organizace praporu a ztráty
Organizace praporu Zośka za varšavského povstání. Kříže značí padlé v jeho průběhu. Praporem prošlo za dobu jeho existence asi 770 lidí, konce varšavského povstání se dožilo 160, většinou těžce raněných. Za komunistického režimu byla řada z nich vězněna.
|                   |                      | por. kpt. "Jerzy" Ryszard Białous | kpt. hm. "Piotr Pomian" Eugeniusz Stasiecki †                          | por. "Szczerba" Jerzy Berowski † por. "Jurek TK" Jerzy Pepłowski † por. "Xen" Bolesław Stańczyk por. "Brzechwa" Roman Grzybowski ks. "Ojciec Paweł" Józef Warszawski |  |
| 1. rota "Maciek"  |                      | |                                                                        | |  |
|                   |                      | por. phm. "Blondyn" Andrzej Łukoski † |                                                                        | ppor. "Kmita" Henryk Kozłowski † ppor. "Skalski" Tadeusz Schiffers †                                                                                                 |  |
|                   | 1. četa "Włodek"     | por. "Tyka" Jerzy Golnik † |                                                                        | |  |
|                   | 2. četa              | ppor. "Skalski" Tadeusz Schiffers † |                                                                        | ppor. "Poraj" Stefan Kowalewski † |  |
|                   | 3. četa              | ppor. "Zagłoba" Andrzej Sowiński plut. pchor. "Marian" Marian Bielicki † |                                                                        | sierż. pchor. "Borsuk" Wiesław Brauliński † |  |
|                   | 4. četa              | ppor. phm. "Kindżał" Leszek Kidziński † |                                                                        | |  |
| 2. rota "Rudy"    |                      | |                                                                        | |  |
|                   |                      | plut. pchor. ppor. por. kpt. "Morro" Andrzej Romocki † plut. pchor., ppor. "Drogosław" Jan Więckowski | por. "Florian" Jerzy Jagiełło †                                        | |  |
|                   | 1. četa "Sad"        | por. phm. "Jerzyk" Jerzy Weil † |                                                                        | ppor. "Sielakowa" Jacek Majewski † |  |
|                   | 2. četa "Alek"       | ppor. phm "Kołczan" Eugeniusz Koecher † ppor. phm. "Maryśka" Jan Jaworowski † ppor. phm. "Mały Jędrek" Andrzej Makólski † st. sierż. "Kolka" Czesław Nantel † por. phm. "Xiąże" Andrzej Samsonowicz † ppor. phm. "Lolek" Leonard Pecyna † |                                                                        | |  |
|                   | 3. četa "Felek"      | por. phm. "Kuba" Konrad Okolski † por. phm. "Słoń" Jerzy Gawin † |                                                                        | |  |
| 3. rota "Giewont" |                      | |                                                                        | |  |
|                   |                      | por. hm. "Giewont" Władysław Cieplak † | ppor. phm. "Czarny Jaś" Jan Wuttke † ppor. hm. "Tadeusz" Jan Kubacki † | |  |
|                   | 1. četa              | ppor. hm. "Howerla" Stanisław Kozicki † |                                                                        | |  |
|                   | 2. četa              | ppor. "Michał" Michał Glinka |                                                                        | |  |
|                   | Ženská četa "Oleńka" | sanit. "Zosia Duża" Zofia Krassowska † |                                                                        | |  |
|                   | Tanková četa "Wacek" | por. kpt. "Wacek" hm. Wacław Micuta |                                                                        | |  |
|                   | Četa "Kolegium A"    | ppor. "Śnica" Bolesław Górecki |                                                                        | |  |

## Galerie

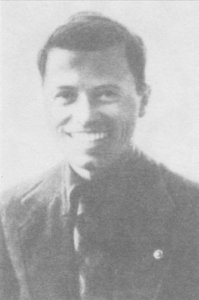
Velitel praporu Ryszard Białous („Jerzy“)
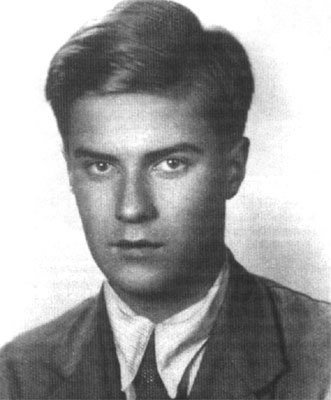
Muž, který dal praporu jméno: Tadeusz Zawadzki („Zośka“)
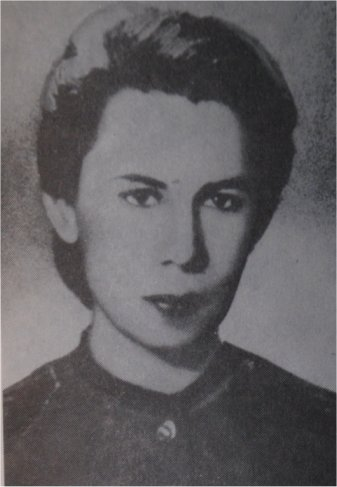
Ošetřovatelka Zofia Krassowska („Duża Zosia“), velitelka ženské čety „Oleńka“
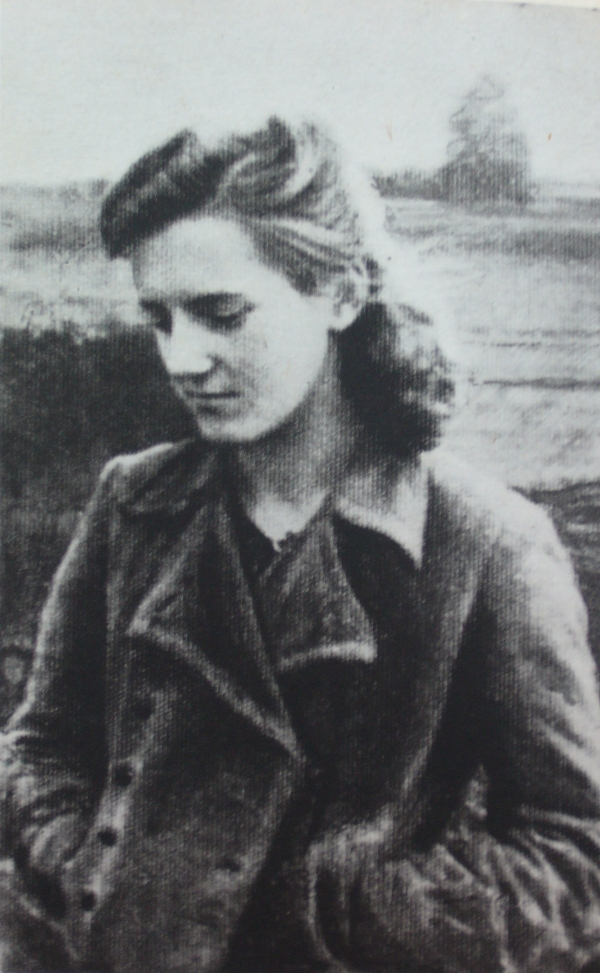
Irena Kowalska-Wuttke ("Irka"), spojka roty „Giewont“
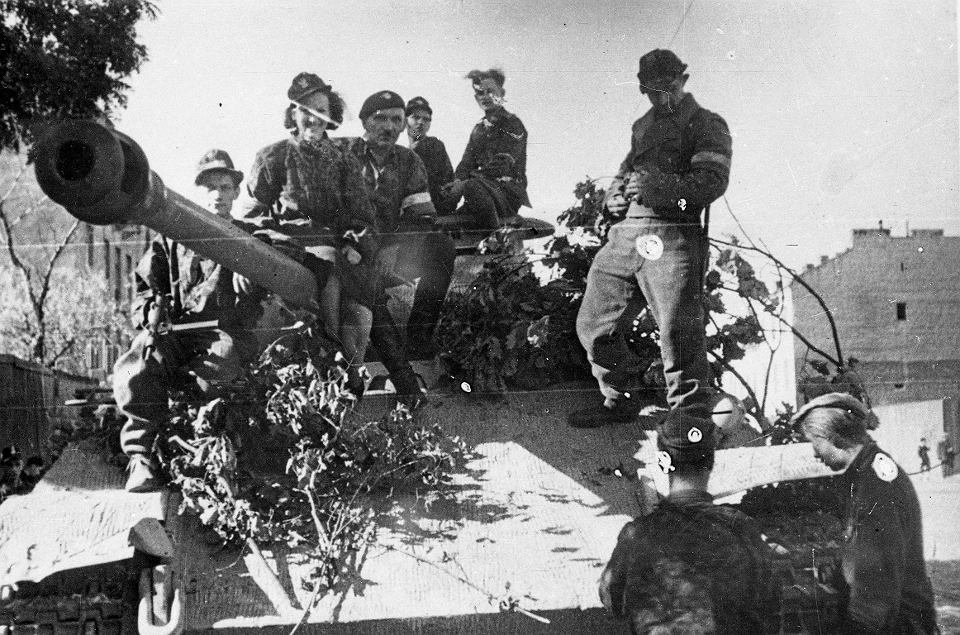
Jeden ze dvou Pantherů z výzbroje tankové čety „Wacek“
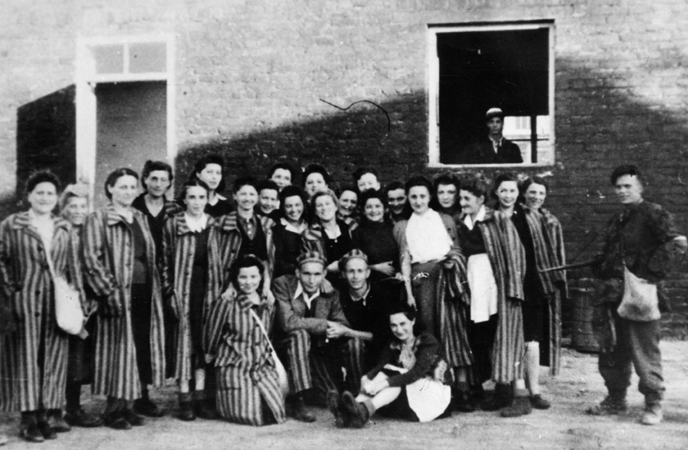
23 z 24 židovských žen zachráněných při útoku na věznici Gęsiówka